# ミチコ・カクタニ
ミチコ・カクタニ（Michiko Kakutani、漢字：角谷 美智子、1955年1月9日 - ）は、『ニューヨーク・タイムズ』などを中心に活躍する文芸批評家。日系アメリカ人二世。

## 生い立ちと経歴
1955年、アメリカ合衆国コネチカット州ニューヘイブンで生まれた。父は日本で生まれ、戦前にアメリカに渡ってイェール大学の数学科教授を務め、経済学の一般均衡理論の基礎となる多価写像の不動点定理を証明した角谷静夫である。母はカリフォルニア州バークレーで育った日系二世である。児童文学作家のヨシコ・ウチダは叔母（母の妹）に当たる。
イェール大学にて英文学を専攻、1976年に文学士号取得。大学では著名な小説家ジョン・ハーシーのもとで学んだ。卒業後、『ワシントンポスト』の記者として経歴を開始。そして、1977年から1979年まで雑誌『タイム』で働いた。1979年にニューヨーク・タイムズに入社した。1983年以来同紙の書評欄を担当。1998年にピューリッツァー賞の批評部門を受賞するなどその批評記事は高く評価されており、アメリカの読書界における最も影響力のある人物のひとりである。2017年7月、書評担当チーフの退任が発表された。

## 特徴
カクタニの書評の特徴として、当該の本を褒める際も貶す際も極めて断定的な筆致で書かれる点が挙げられる。著名な作家や文学界の大御所的存在の執筆した本に対しても、内容によっては非常に辛辣な批評をするため、作家の中には彼女を毛嫌いするものも存在するとされる。しかし、著者の抗議には一切応じることはなく、批評に関しては断固とした姿勢を貫いている。
話題となった批評としては、ジョン・アップダイクの『僕の顔を捜して』（「どの観点から見ても馬鹿げている」）、トム・ウルフの『私はシャーロット・シモンズ』（「混乱し予測不可能に陥っている自身の作成した設定相手に作者が奮闘する、安っぽい出来損ないの恋物語」）、ドン・デリーロの『コスモポリス』（「退屈へと至る長い旅路」）などがある。また2007年7月20日には、発売前日にもかかわらずJ・K・ローリングの『ハリー・ポッターと死の秘宝』の辛辣な批評を紙面に発表、しかも重要なあらすじの一部を要約の形で盛り込み、著者から「読者の期待を裏切る行為」と抗議されるような勇み足もある。出版業界では発売前や重要なプロットを織り込んだ批評は自粛する慣例があるが、カクタニはしばしばこれを破ることがあるという。
作品中の登場人物そっくりの文体を使った文章を書く事でも知られる。例としてオースティン・パワーズ、ホールデン・コールフィールド、キューティ・ブロンドなどがある。
古風で格式張った文体、難解な言葉遣いのため（「描く」を“limn”とするなど。アメリカ人はこの用法は殆ど使わない）、憎悪を買った相手から 「limn-reviewer」 などとあげつらわれることもある。彼女は元同級生コリン・マッケンローに「私はミチコ・カクタニ」というコラムを書かれ、パロディ化された。
アメリカのラブコメディドラマ『セックス・アンド・ザ・シティ』において、サラ・ジェシカ・パーカー演じるコラムニストである主人公キャリー・ブラッドショーが本を出版する際、カクタニの辛辣な書評を気にするという場面がある。また、その他の何人かの登場人物がカクタニの名前を「発音しにくい」と揶揄している。アメリカの10代を中心に人気を集めたテレビドラマ『The O.C.』においてオータム・リーザー演じるテイラー・タウンゼントの元恋人が彼女との関係を書いた本を出版した際に、カクタニの厳しい書評が登場する。
カクタニは、公の場に姿を表すことが極めて少なく、「ミステリアス」あるいは「引きこもり」(reclusive)と評される。ショーン・マクリーシュは『ニューヨーク・マガジン』への寄稿において、「野生のカクタニに出会うよりも、マンハッタンでユキヒョウを見る可能性の方が高い」と述べている。ただし、『真実の終わり』の出版の際、テレビ出演は断ったものの、印刷媒体へのインタビューには応じた。

## 私生活
カクタニはマンハッタンのアッパー・ウエスト・サイドに住んでおり、ニューヨーク・ヤンキースのファンである。

## 著書
- The Poet at the Piano: Portraits of Writers, Filmmakers, Playwrights, and Other Artists at Work
  - 仕事場の芸術家たち（古賀林幸訳、中央公論社、1990年）
- The Death of Truth: Notes on Falsehood in the Age of Trump
  - 真実の終わり（岡崎玲子訳、集英社、2019年6月）
- Ex Libris: 100+ Books to Read and Reread
  - エクス・リブリス（橘明美訳、集英社、2023年10月）